# 합리성
합리성(合理性, rationality)은 합리적인 성질이나 상태를 의미하며 이성에 기반을 둔다. 합리성은 철학, 경제학, 사회학, 심리학, 진화생물학, 게임 이론, 정치학에서 그 의미가 달라질 수 있다.

## 이론

### 막스 베버
막스 베버는 경제조직은 생각하지 않고 근대 시민사회를 합리성을 척도로 고찰했다.그 중에서도 가계(家計)와 경영(經營)을 분리해서 경영 내용의 객관화를 가져온 복식부기(複式簿記)의 발명과 관료조직(官僚組織)을 중심에 두고 중세의 비합리사회와 대비해서 근대화를 합리화의 과정으로 취급했다.확실히 근대의 분업조직(分業組織)이나 기술의 발명, 근대과학 그 자체가 합리성을 존중했다. 그 경우, 합리성은 목적과 수단의 관계로부터 두 가지로 나누어진다. 하나는 그 목적이 무엇인가. 과연 그것이 인간의 복지(福祉)에 보탬이 되는 것인가, 사회적으로 가치가 있는 것인가 아닌가는 별도로 하고 일정한 목적을 달성하기 위해서 수단, 즉 기술을 생각하는 것과 같은 합리성이다. 베버가 말하는 형식적 합리성이 바로 그것이다.이에 반해서 목적을 중요시하고, 목적 즉 인간의 이상이라든지, 가치를 높이는 방법에서 기술을 사용하는 경우가 실질적 합리성이다. 이 두 개는 반드시 일치할 수는 없다. 지멜은 『화폐의 철학』에서 욕망과 화폐와의 관계를 들어서 인간이 그 욕망을 채우는 것이 궁극의 목표이고, 화폐나 기술도 그것을 위한 수단에 지나지 않는다고 말했다.산업혁명 직후는 기술의 발달이 생산을 증대시켜 그에 따라서 인간의 복지도 달성된다고 생각되었으나, 자본주의는 이윤획득이 목적인 이상 본질적으로 비합리성을 내포하고 있어 두 개의 합리성이 크게 상반된 곳으로부터 그 뒤의 위기와 모순이 생겨났다.

## 같이 보기
- 합리론